# Plivot
Plivot é um pequeno município do departamento de Marne, na região de Grande Leste, no nordeste da França.

## Geografia
Este município se encontra rodeado por Bisseuil ao norte, Tours-sur-Marne ao nordeste, Athis ao leste, Champigneul-Champagne ao sudeste, Les Istres-et-Bury e Flavigny ao sul, Avize e Craman ao sudoeste, Oiry ao oeste e Mareuil-sur-Ay ao noroeste.

## História
Plivot foi primeiramente ocupada pelos romanos. Depois, na época da Idade Média, foi ocupada por germânicos, que batizaram-na 'Plebei supra Matronam', no século IX. No século XII, foi rebatizada com o nome de 'Villa que vocatur Pliviacus', em 1103 e em seguida 'Villa que Pleveias dicitur juxta Marolium castellum', em 1122 e ainda 'Pleveys', em 1311. Só passou a se chamar Plivot em 1529, quando foi elevado a categoria de vice-condado, dependente de Mareuil-sur-Ay.